# 1444 هـ
1444 هي سنة في التقويم الهجري تمتد مقابلةً في التقويم الميلادي بين سنتي 2022 و2023، ويقابل بدايتها في التقويم الميلادي 30 يوليو 2022.

## أحداث

### محرم
- 2 محرم - مقتل زعيم تنظيم القاعدة أيمن الظواهري عن عمر 71 عامًا، في غارة أمريكية بطائرة مسيرة في كابل عاصمة أفغانستان.

## وفيات

### محرم
- 2 محرم - أيمن الظواهري، زعيم تنظيم القاعدة.

### صفر
- 12 صفر - إليزابيث الثانية، ملكة المملكة المتحدة.
- 19 صفر - عبد الكريم بن سعود بن عبد العزيز آل سعود، أمير سعودي.
- 26 صفر - هشام سليم، ممثل مصري.
- 30 صفر - يوسف القرضاوي، عالم مسلم مصري.

### ربيع الأول
- 7 ربيع الأول - أسامة عبد العظيم، عالم أزهري مصري.

### جمادى الأولى
- 21 جمادى الأولى - محمد صادق الحسيني الروحاني، مرجع وفقيه شيعي إيراني.

### جمادى الآخرة
- 6 جمادى الآخرة - بندكت السادس عشر، بابا الكنيسة الكاثوليكية الخامس والستين بعد المائتين.
- 9 جمادى الآخرة - عبد السلام المجالي، سياسي وطبيب أردني.

### شوال
- 7 شوال - عبد الله كامل ، داعية وقارئ قرآن مسلم مصري كفيف.

### ذو القعدة
- 29 ذو القعدة - رمزي شويري، طاه لبناني.

### ذو الحجة
- 14 ذو الحجة - طلال بن منصور بن عبد العزيز آل سعود، أمير سعودي.